# Осипов, Георгий Алексеевич
Гео́ргий Алексе́евич О́сипов (8 февраля 1916, Балашов — 7 июня 2007, Монино) — военный летчик, полковник, кандидат военных наук, военный теоретик и публицист.

## Биография
Георгий Алексеевич родился в Балашове 8 февраля 1916 года. В семнадцать лет стал бригадиром слесарей-монтажников. В 1937 году закончил Оренбургскую летную школу с отличием по первому разряду с присвоением звания лейтенанта. На следующий год после окончания летной школы в 1938 году участвовал в боях у озера Хасан. С начала 1941 года — заместитель командира эскадрильи 57-го скоростного бомбардировочного авиационного полка.
В годы Великой Отечественной войны прошёл боевой путь от командира эскадрильи до инспектора по технике пилотирования 6-го смешанного авиационного корпуса. Совершил 124 боевых вылета, в основном в качестве ведущего эскадрильи и полка. В 1944 году направлен для обучения на командный факультет Военно-воздушной академии в Монино. По завершении обучения в 1948 году подполковник Осипов назначен на должность командира учебного полка. С 1949 года — заместитель начальника Оренбургского авиационного училища штурманов.
С 1950 года учился в адъюнктуре в Военно-воздушной академии при кафедре тактики бомбардировочной авиации. В июне 1953 года защитил диссертацию на степень кандидата военных наук по теме «Тактика действий бомбардировочной авиационной дивизии». С 1953 по 1961 год служил старшим преподавателем кафедры тактики бомбардировочной авиации, а с 1961 по 1972 год — в должности заместителя начальника кафедры организации и методики боевой подготовки в Военно-воздушной академии.
Полковник в отставке, до 1991 года продолжал научную работу в Военно-воздушной академии и активную работу по военно-патриотическому воспитанию.

## Труды
- Автор 81 научного труда. Из них опубликовано 46 работ, в том числе в соавторстве учебник «Тактика бомбардировочной авиации» (1958) и учебник «Методика тактической подготовки подразделений, частей и соединений» (1974).
- Автор книги «Все объекты разбомбили мы дотла!» Архивная копия от 6 октября 2014 на Wayback Machine
- Автор книги «В небе бомбардировщики».
- В 1979 году написал и проиллюстрировал фотографиями брошюру «Боевой путь 57-го бомбардировочного авиационного Калинковичевского ордена Богдана Хмельницкого полка», которая была размножена методом самиздата и разослана всем ветеранам полка.

## Награды
- орден Красного Знамени (30.11.1941)[2]
- орден Красного Знамени (23.09.1942)[2]
- орден Отечественной войны II степени (21.03.1943)[2]
- орден Красного Знамени (14.08.1944)[2]
- орден Отечественной войны II степени (06.04.1985)[3]
- орден Красного Знамени (14.08.1944)[2]
- орден Красного Знамени № 243 с цифрой 5 на лицевой стороне (26.10.1955)[2]
- Знак «Участнику Хасанских боёв»